# Nova Olinda (Paraíba)
Nova Olinda é um município brasileiro no estado da Paraíba, localizado na Região Metropolitana do Vale do Piancó. De acordo com o IBGE (Instituto Brasileiro de Geografia e Estatística), no ano de 2010 sua população foi estimada em 6.070 habitantes. Área territorial de 84 km².

## História
A implantação do Engenho Olinda, em 1870, às margens do Riacho Gravatá, é considerado como fundação do núcleo que originou Nova Olinda, tendo os seus primeiros habitantes, imigrantes portugueses.
Inicialmente o povoado foi conhecido como Furado, vindo a chamar-se Nova Olinda no início do século XX.
Por meio da Lei Estadual nº 520, de 31 de dezembro de 1943, o povoado foi elevado à categoria de distrito, com o nome de Andreza e subordinado ao município de Piancó, nomenclatura que permaneceu até 1948, quando a Lei Estadual nº 168, de 5 de novembro alterou a denominação do distrito, passando a chamar-se de Nova Olinda, ainda subordinado a Piancó.
Nova Olinda foi emancipada de Piancó em 22 de dezembro de 1961, por meio da Lei Estadual nº 2668, permanecendo até hoje constituído apenas do distrito-sede.

## Geografia
O município está incluído na área geográfica de abrangência do semiárido brasileiro, definida pelo Ministério da Integração Nacional em 2005. Esta delimitação tem como critérios o índice pluviométrico, o índice de aridez e o risco de seca.

### Clima
Dados do Departamento de Ciências Atmosféricas, da Universidade Federal de Campina Grande, mostram que Nova Olinda apresenta um clima com média pluviométrica anual de 937.5 mm e temperatura média anual de 26.1 °C.
| Dados climatológicos para Nova Olinda         | Dados climatológicos para Nova Olinda | Dados climatológicos para Nova Olinda | Dados climatológicos para Nova Olinda | Dados climatológicos para Nova Olinda | Dados climatológicos para Nova Olinda | Dados climatológicos para Nova Olinda | Dados climatológicos para Nova Olinda | Dados climatológicos para Nova Olinda | Dados climatológicos para Nova Olinda | Dados climatológicos para Nova Olinda | Dados climatológicos para Nova Olinda | Dados climatológicos para Nova Olinda | Dados climatológicos para Nova Olinda |
| Mês                                           | Jan                                   | Fev                                   | Mar                                   | Abr                                   | Mai                                   | Jun                                   | Jul                                   | Ago                                   | Set                                   | Out                                   | Nov                                   | Dez                                   | Ano                                   |
| --------------------------------------------- | ------------------------------------- | ------------------------------------- | ------------------------------------- | ------------------------------------- | ------------------------------------- | ------------------------------------- | ------------------------------------- | ------------------------------------- | ------------------------------------- | ------------------------------------- | ------------------------------------- | ------------------------------------- | ------------------------------------- |
| Temperatura máxima média (°C)                 | 34,3                                  | 33,3                                  | 32,6                                  | 32,1                                  | 31,3                                  | 30,7                                  | 30,8                                  | 32,3                                  | 33,8                                  | 35,1                                  | 35,4                                  | 35,2                                  | 33,1                                  |
| Temperatura média (°C)                        | 27,3                                  | 26,6                                  | 26,0                                  | 25,8                                  | 25,2                                  | 24,4                                  | 24,3                                  | 24,9                                  | 26,2                                  | 27,1                                  | 27,5                                  | 27,6                                  | 26,1                                  |
| Temperatura mínima média (°C)                 | 21,8                                  | 21,5                                  | 21,3                                  | 21,1                                  | 20,4                                  | 19,4                                  | 18,8                                  | 18,9                                  | 20,0                                  | 20,9                                  | 21,5                                  | 21,8                                  | 20,6                                  |
| Precipitação (mm)                             | 100,6                                 | 170,1                                 | 253,4                                 | 196,9                                 | 63,6                                  | 28,8                                  | 17,4                                  | 6,0                                   | 7,5                                   | 11,9                                  | 22,3                                  | 59,1                                  | 937,5                                 |
| Fonte: Departamento de Ciências Atmosféricas. |                                       |                                       |                                       |                                       |                                       |                                       |                                       |                                       |                                       |                                       |                                       |                                       |                                       |

## Infraestrutura
O principal acesso ao município é feito por meio da PB-356, sendo uma via asfaltada, dando ligação a Pedra Branca ou Santana dos Garrotes. O abastecimento hídrico é garantido pelo Açude Saco, localizado no município e sendo ele, um dos maiores do estado.